# Myrmarachne lugubris
Myrmarachne lugubris – gatunek pająka z rodziny skakunowatych.
Gatunek ten został opisany w 1895 roku przez Władysława Kulczyńskiego jako Salictus lugubris. W 1901 roku umieszczony został przez E. Simona w rodzaju Myrmarachne.
Samce tego pająka osiągają 2,75 mm długości i 1,33 mm szerokości, a samice 2,95 mm długości i 1,43 mm szerokości prosomy. Pająk upodobniony do mrówki. Wyglądem zbliżony do mrówczynki, z którą bywa mylony. Karapaks zwężony za oczami, brązowawoczarny. Bardzo długie i smukłe szczękoczułki żółtawobrązowe. Warga dolna i szczęki brązowe z żółtymi brzegami, sternum zaś ciemnobrązowe. Opistosoma ciemnoszara. U obu płci przednie stopy brązowe, a biodra nóg trzeciej i czwartej pary brązowawe. Samiec wyróżnia się od samca mrówczyniki bezzębnym kłem szczękoczułków, kępką włosków na cymbium i oboma scutae brązowawymi.
Gatunek spotykany na roślinach zielnych w lasach liściastych z osiką, brzozą i dębem. Rozsiedlony wschodniopalearktycznie. Znany z Rosji, Korei i Chin.